# Ватлинген
Ватлинген (њем. Wathlingen) општина је у њемачкој савезној држави Доња Саксонија. Једно је од 24 општинска средишта округа Целе. Према процјени из 2010. у општини је живјело 6.273 становника. Посједује регионалну шифру (AGS) 3351021.

## Географски и демографски подаци
Ватлинген се налази у савезној држави Доња Саксонија у округу Целе. Општина се налази на надморској висини од 43 метра. Површина општине износи 17,7 km². У самом мјесту је, према процјени из 2010. године, живјело 6.273 становника. Просјечна густина становништва износи 355 становника/km².

## Међународна сарадња
| Мјесто    | Држава    | Врста сарадње | Од    |
| --------- | --------- | ------------- | ----- |
| Вилпаризи | Француска | партнерство   | 1975. |
| Извор     |           |               |       |